# Pallion
Pallion – dzielnica miasta Sunderland, w Anglii, w Tyne and Wear, w dystrykcie metropolitalnym Sunderland. W 2011 roku dzielnica liczyła 10 117 mieszkańców.